# Архелай (полководец)
Архелай (греч.  Άρχέλαος) — один из самых известных военачальников Первой Митридатовой войны (89—85 до н. э.), между силами Митридата VI и древнеримской армией. Он был каппадокийцем македонского происхождения. Архелай также был командиром понтийских войск во время вторжения в Грецию, во время которого понтийская армия понесла тяжёлые потери, что вынудило Митридата начать переговоры о мире.
После завоевания Митридатом в первую войну с римлянами Малой Азии, Архелай был в 88 году до нашей эры послан с сильным флотом и многочисленным войском в Грецию и склонил греческие провинции вплоть до Фессалии к отделению от Рима, на что Афины уже раньше изъявили согласие.

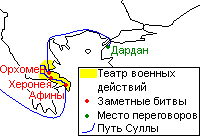
Военные действия Первой Митридатовой войны

В 87 году до нашей эры в Грецию с целью обуздать деятельность Архелая был отправлен один из лучших римских полководцев Луций Корнелий Сулла, который со своим войском осадил Архелая в укреплённой гавани в Пирее и в 86 году до нашей эры завоевал город Пирей. Однако он так и не смог овладеть крепостью Мунихиею, которую обороняла армия Архелая. Наконец Архелай сам, по приказанию своего царя, оставил эту крепость и перешел в Беотию, где сосредоточил свои главные силы, получив от Митридата значительное подкрепление. Луций Корнелий Сулла последовал за своим противником, и в сражении при Херонее римские легионы одержали блестящую победу. Только недостаток кораблей помешал окончательному разгрому войск Архелая, вновь стянувшихся к Халкиде, пока Митридат не выслал в Грецию свежее восьмидесятитысячное войско. В 85 году до нашей эры противоборствующие армии вновь сошлись в битве при Орхомене, где Сулла после двухдневного боя почти полностью уничтожил войско Архелая. Сам Архелай чудом спасся на челноке, на котором переехал в Халкиду.
В результате зимой 85—84 годов до н. э. Митридат VI был вынужден начать с Суллой переговоры о мире, который был заключен после личного свидания обоих полководцев в Дарданоне. Луций Корнелий Сулла обложил Митридата данью и, конфисковав часть кораблей, заставил его покинуть Азию и все другие провинции, которые Митридат занял силой оружия. Рим освободил пленников, покарал перебежчиков и преступников, и приказал, чтобы царь довольствовался границами предков, то есть непосредственно Понтом.
Архелай после этих событий впал в немилость у царя Митридата; существует мнение, что когда началась Вторая Митридатова война, он перебежал к римлянам, однако ряд историков отрицают эту версию и считают, что Архелай стал жертвой придворных сплетен завистников и врагов.

## Потомки
- Сын (или пасынок) Диоген погиб в битве при Орхомене[3].
- Сын Архелай от Атенаиды (дочери Ариобарзана I Каппадокийского), верховный жрец богини Ma[англ.] (Беллоны) в Команах Понтийских[4], царь Египта в 56—55 годах до н. э. благодаря второму браку с Береникой IV Клеопатрой[5].